# Incident de Téhéran
 (septembre 2015).
L’incident de Téhéran est l'interception d'un ovni par un avion de chasse qui eut lieu dans la nuit du 18 au 19 septembre 1976, en Iran. L'affaire, qui eut un fort impact médiatique, donna lieu à un rapport secret puis déconfidentialisé de la DIA, agence de renseignement militaire du Pentagone.

## Chronologie des événements
- Vers minuit trente, le 19 septembre 1976, la base aérienne de Téhéran-Mehrabad reçoit des appels téléphoniques relatant l'observation d'une lumière brillante dans le ciel, ce qui inquiète certains interlocuteurs[1].
- L'officier de service de la base aérienne, le général Yousefi, observe la lumière brillante qui ressemble à une étoile, fait établir un contrôle radar qui s'avère négatif[2][3].
- À 1 h 30 du matin, le général décide de faire décoller un chasseur F-4[4].
- Selon le compte-rendu de vol, ce premier appareil est victime d'une panne de communications radio et rentre à la base[5].
- Un second F-4 décolle peu de temps après, avec la même mission[6].
- La lumière donne l'impression de reculer lorsque le second pilote tente de s'en approcher[7].
- Le pilote se sent agressé et décrit l'envoi d'un missile[8].
- Il veut alors riposter avec un missile AIM-9 Sidewinder mais les commandes d'armement tombent en panne[2][9].
- Juste avant de se poser, le pilote du second F-4 remarque un autre objet lumineux, de forme cylindrique. À ce moment un météore traversait le ciel.
- Une fois le jour levé, des recherches sont entreprises à l'endroit où le supposé engin avait peut-être atterri (une sorte de lac asséché) mais demeurent vaines.

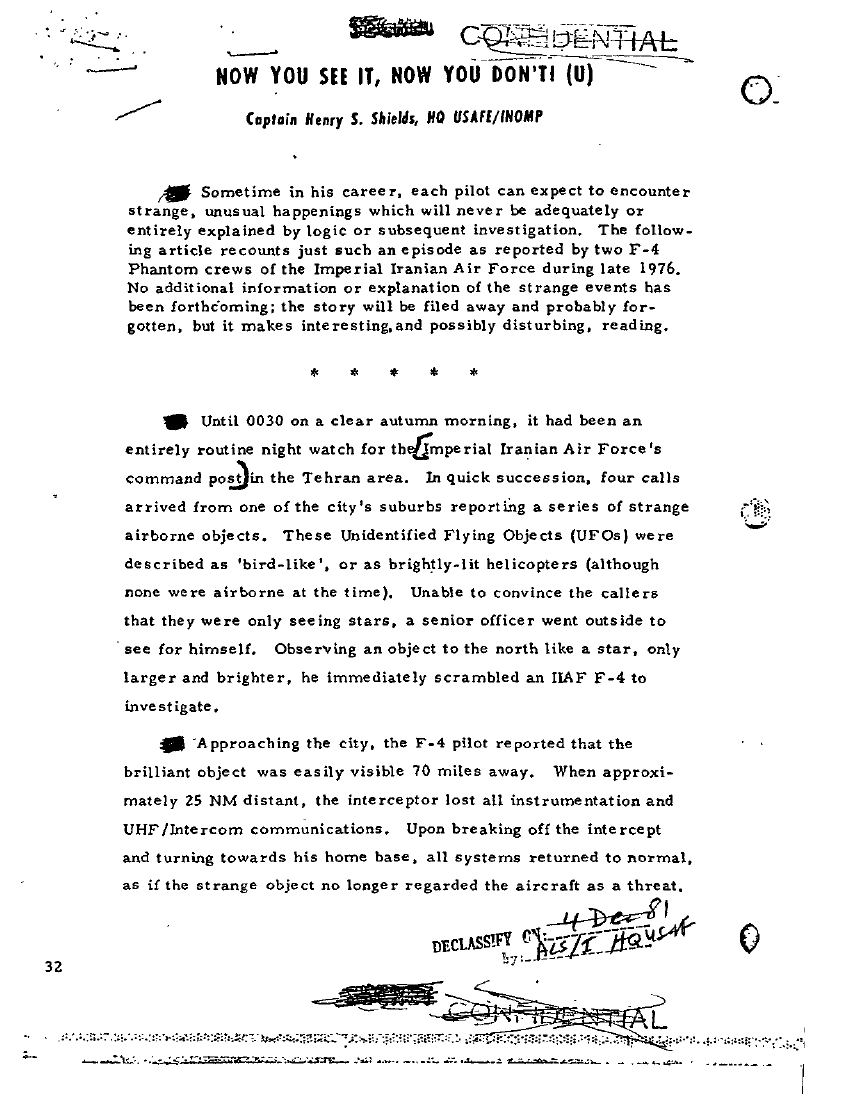
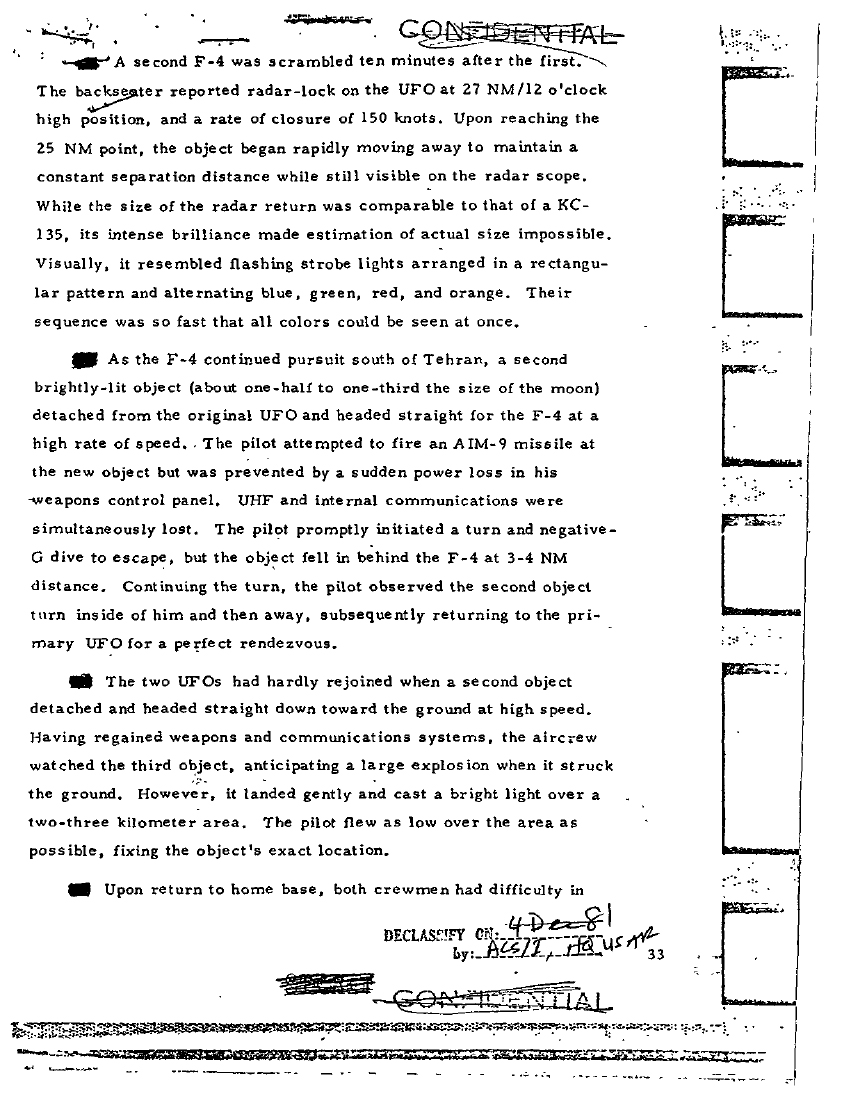
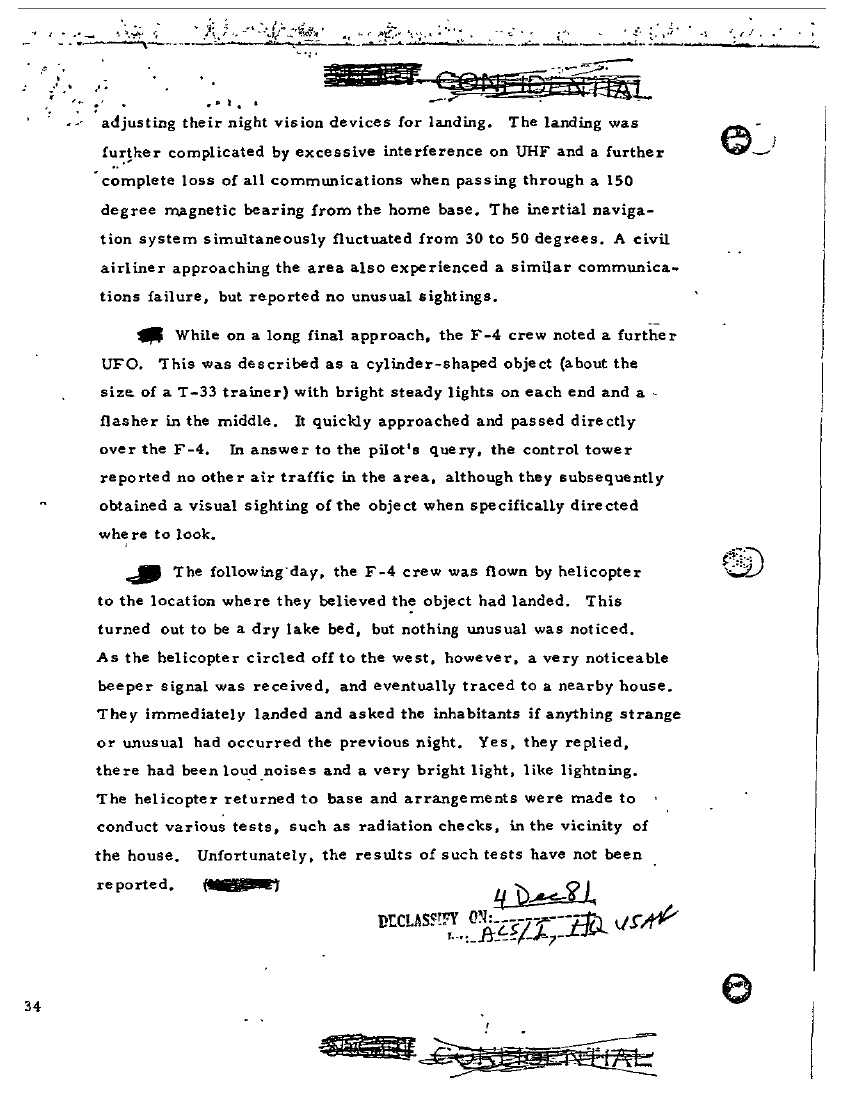

## Suites de l'affaire
Peu de temps après, un météore survola le Maroc et fut aperçu au-dessus de la Méditerranée par un pilote de chasse égyptien, puis plus tard, au-dessus du Portugal par l'équipage et les passagers d'un avion de ligne.
Le démystificateur Philip Klass expliquera cet incident par une conjonction entre la confusion avec Jupiter qui était à son maximum de magnitude, des problèmes techniques sur les avions et même l'incompétence des pilotes[réf. nécessaire]. Cette interprétation est contestée par les ufologues.
Aujourd'hui, l'affaire a été classée[réf. nécessaire][Comment ?]. Ce cas est l'un des favoris des ufologues partisans de l'hypothèse extraterrestre[réf. nécessaire].

## Éléments de rumeur
- On[Qui ?] a accusé le gouvernement américain de bloquer l'information.« On a accusé les Américains d'avoir des enregistrements secrets » (en fait la traduction de journaux iraniens relatant le cas)[12].
- « On ajouta à cet incident des histoires invérifiables d'attaques de fermiers iraniens par des extraterrestres »[13].
- Aux États-Unis, à Saint-Louis (Missouri), la rumeur faisait état que l'avion de chasse iranien avait été enlevé par l'ovni et qu'on était sans nouvelles du pilote[14].

## Analyse sceptique de l'incident
- L'officier de service de la base aérienne, qui reçoit de nombreux appels téléphoniques, fait établir un contrôle radar qui s'avère négatif[15].
- Le soir de l'incident, Jupiter était à son maximum et visible dans le ciel de Téhéran[12].
- Les pilotes iraniens étaient inexpérimentés, manquaient de formation, et n'avaient que très rarement effectué des missions d'interception de nuit[16].
- La « réaction de l'objet » qui parait s'éloigner lorsque le pilote s'approche s'explique par la très grande distance entre une planète et l'avion de chasse[17].
- On a recueilli des témoignages du passage d'un météore au-dessus du Maroc[18].

## Une affaire juteuse
Toute cette histoire a été publiée le 31 janvier 1977 dans The National Enquirer. Peu après, ce même journal a remis un chèque de 5 000 dollars, comme récompense du cas ovni le plus valable pour l'année 1976, que durent se partager les pilotes, le général de la base et un contrôleur du ciel.